# Nelson’s Dockyard

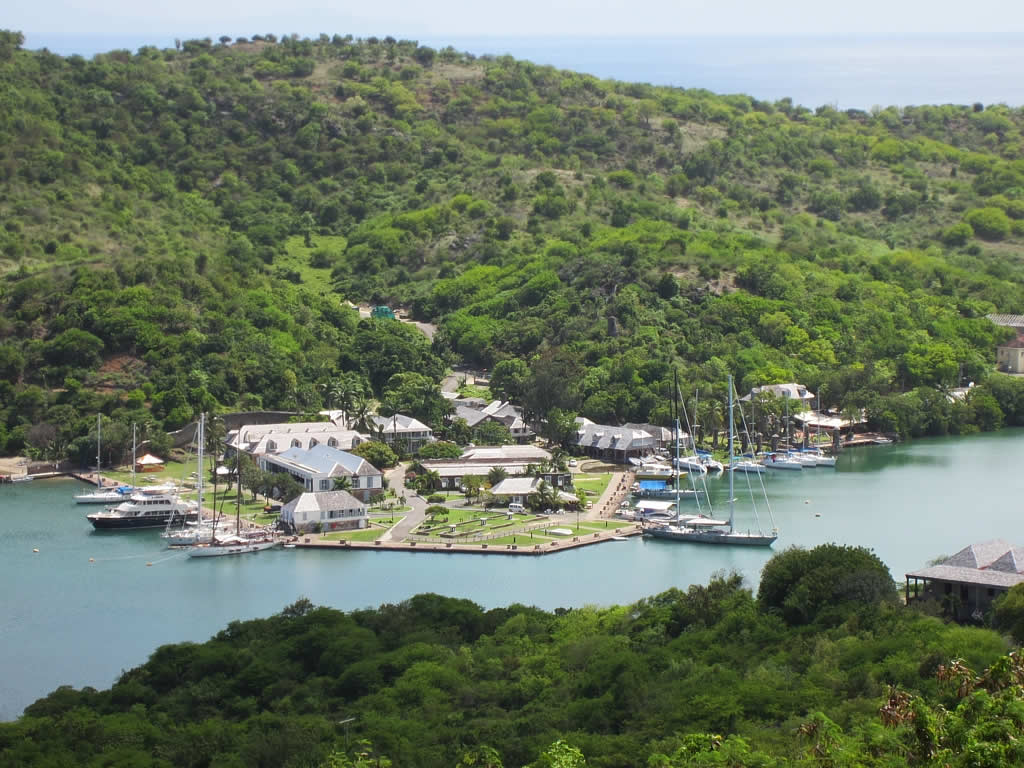
Nelson’s Dockyard

Nelson’s Dockyard är ett gammalt örlogsvarv i English Harbour på södra delen av ön Antigua i Antigua och Barbuda. Varvet utgör en del av Nelson's Dockyards nationalpark som också inkluderar Clarence House och Shirley Heights. Skeppsvarvet har fått sitt namn efter den engelska hjälteamiralen Horatio Nelson, som verkade som fartygskapten i Västindien 1784 till 1787. Hamnen var på 1800- och 1900-talet var den orkansäkra naturhamnen och den viktigaste flottbasen i Små Antillerna för sitt utmärkta läge och användes för att skydda de kringliggande brittiska kolonierna och handelsfartygen från attacker. Idag används hamnen som marina och startpunkt för en del av Antiguas seglingsevenemang såsom regattan Antigua Sailing Week och Antigua Charter Yacht Meeting.

## Historia

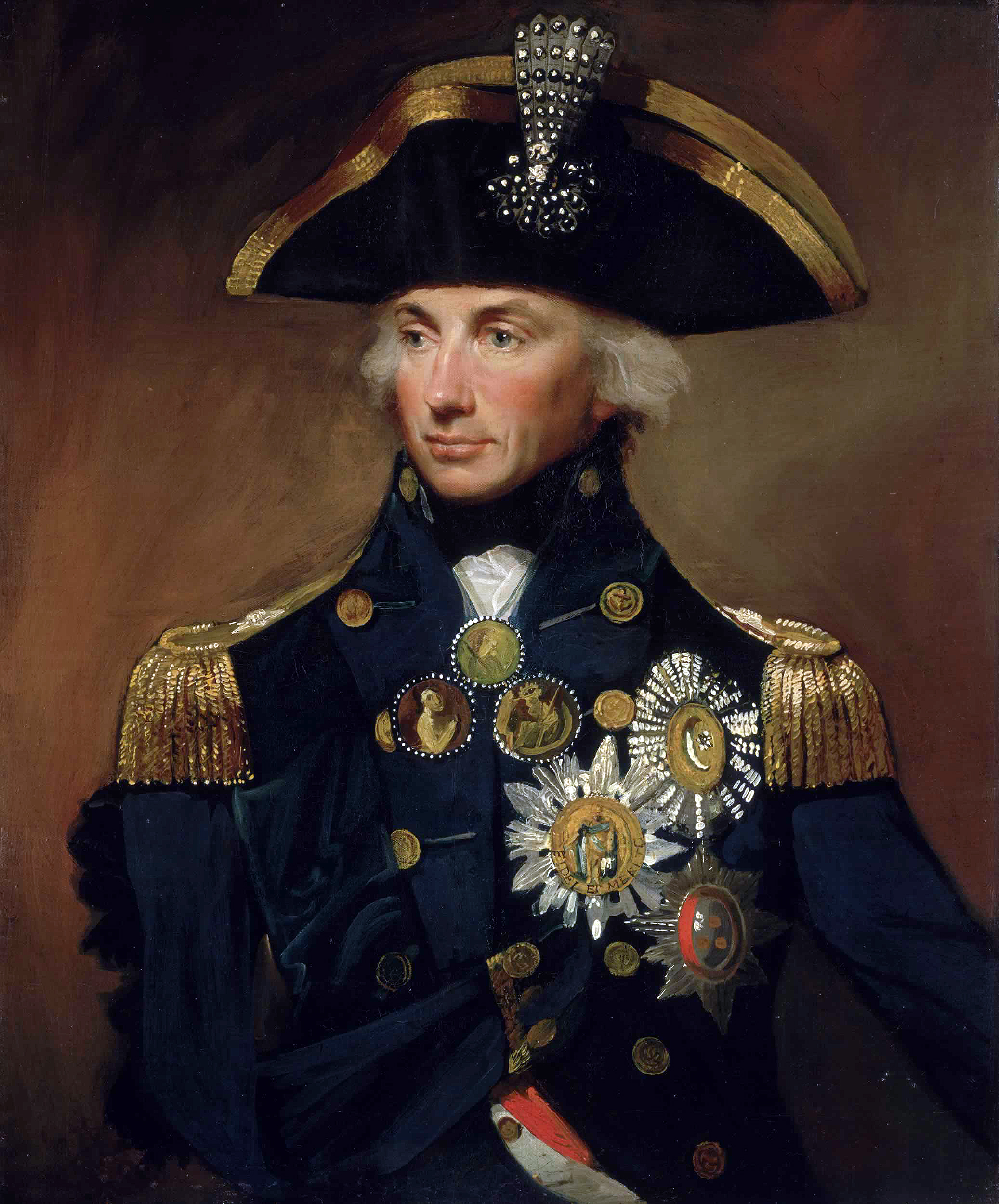
Brittiske nationalhjälten Horatio Nelson som fått ge örlogsvarvet dess namn

English Harbour hamnade snabbt i fokus för skapandet av en örlogsbas på Antigua. Dess läge på öns södra sida innebar att den kunde övervaka den intilliggande franska ön Guadeloupe. Till detta var naturhamnen utmärkt som skydd mot orkaner. 1671 ankom det första skeppet till English Harbor, jakten “Dover Castle.”  Den hade chartrats av kungen av en Colonel Stroude för att användas av Leeward Islands guvernör när han besökte öarna under sin jurisdiktion och jagade pirater.
Den första gången försvaret av English Harbour nämns är 1704 då Fort Berkeley listades som ett av tjugofyra fort som byggts runt Antiguas kust. 1707 använde örlogsfartyg hamnen som en station, men då fanns ännu inga faciliteter för skeppsunderhåll och reparationer. 1723 användes English Harbour kontinuerligt av brittiska marinens fartyg och i september samma år blev hamnen erkänd som en säker naturhamn då orkaner svepte bort 35 fartyg som låg i andra hamnar på Antigua, samtidigt som H.M.S. Hector och H.M.S. Winchilsea, båda förtöjda i English Harbour inte fick några skador alls. Snart bad brittiska sjöofficerare att få bygga reparations- och underhållsanläggningar i hamnen. 1728 uppfördes det första skeppsvarvet, St. Helena, på östra sidan av hamnen vilken bestod av en was built on the east side of the harbour and consisted of a ankarspelshus för att ta hand om fartyg, ett förvaringshus i sten och tre träskjul för förvaring av verktyg. Det fanns inget område avsett för skeppsvarvets personal eller besökande sjömän utan var och en fick utföra sina egna reparations- och underhållsarbeten. Marinens operationer i English Harbour växte sig snart för stora för det ursprungliga lilla skeppsvarvet och planer gjordes för att utveckla den västra sidan av hamnen för nya anläggningar.

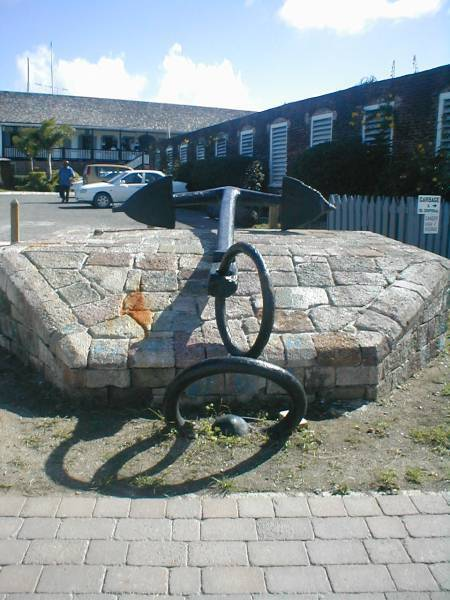
Ankare vid Nelson's Dockyard

Byggandet av det moderna örlogsvarvet började på 1740-talet. Förslavade arbetare från plantage i närheten skickades för att arbeta på varvet. 1745 hade ett antal lagerbyggnader i trä byggs där dagens Copper & Lumber Store nu står och utvidgning av markområdet för att ge ett tillräckligt stort varvsområde hade påbörjats. Byggandet fortgick mellan 1755 och 1765 då ett kvarter för områdets överbefälhavare på Officers’ Quarters.  Ytterligare förvaringsrum, ett kök och ett skydd för befälhavarens “chaise” (vagn) restes också. Första delarna av dagens såggropsskjul byggdes, byggandet av kajerna och deras utsida med träpelare fortsatte. En stenmur byggdes som omslutningsmur runt varvet.
Mellan 1773 och 1778 genomfördes ytterligare byggande. Omslutningsmuren utökades till sin nuvarande sträckning; vakthuset, portvaktens rum, de två masthusen, ankarspelshuset och det första segelduksförrådet och beklädnadsförrådet byggdes; och det första sjukhuset byggdes utanför skeppsvarvet. Många av byggnaderna som finns på varvet idag byggdes under ett byggnadsprogram som genomfördes mellan 1785 och 1794. Ingenjörskontoret och beck- och tjärförrådet byggdes 1788 och skeppsvarvet utvidgades för att omsluta den nya byggnaden. Varvet utvecklades och den norra sidan av såggropsskjulet uppfördes samma år. 1789 stod koppar- och timmerförrådet klart och 1792 stod västra sidan av segelduks-, tågvirkes- och beklädnadsförrådet klard. Smedjan daterar sig också till denna period. Byggnadsprogrammet sammanfaller med Nelsons ämbetstid på varvet 1784 till 1787. Han tjänstgjorde då som kapten på fartyget H.M.S. Boraeas som verkade i farvattnen runt Antigua för att förstärka skyddet av de brittiska kolonierna. Segelloftet byggdes 1797 intill Ingenjörskontoret och beck- och tjärförrådet. Omkring 1806 byggdes Paymasterskontoret klart och 1821 byggdes Officerskvarterets byggnad som logibyggnad till det växande antalet officerare som följde med sina skepp till varvet. Sjöofficers- och tjänstemannahuset byggdes 1855 och inrymmer idag skeppsvarvets museum.

## Nelsons Dockyard idag
1889 övergav brittiska flottan området och 1895 avhystes området som militärt.
De gamla verkstäderna, bostadshusen och lagerbyggnaderna har restaurerats och används idag för turismen. Här finns även ett hotell och en exklusiv hamn för yachter. 1984 blev varvet och området omkring en nationalpark  och är numera ett av de största friluftsmuseerna i Karibien. Sedan 17 februari 2012 är Nelson's Dockyard även uppsatt på Antigua och Barbudas tentativa världsarvslista.